# Maxillicosta
Maxillicosta is een geslacht van straalvinnige vissen uit de familie van schorpioenvissen (Neosebastidae).

## Soorten
- Maxillicosta lopholepis Eschmeyer & Poss, 1976
- Maxillicosta meridianus Motomura, Last & Gomon, 2006
- Maxillicosta raoulensis Eschmeyer & Poss, 1976
- Maxillicosta reticulata (de Buen, 1961)
- Maxillicosta scabriceps Whitley, 1935
- Maxillicosta whitleyi Eschmeyer & Poss, 1976